# Collado de Contreras (kommunhuvudort)
Collado de Contreras är en kommunhuvudort i Spanien.   Den ligger i provinsen Provincia de Ávila och regionen Kastilien och Leon, i den centrala delen av landet, 120 km nordväst om huvudstaden Madrid. Collado de Contreras ligger 917 meter över havet och antalet invånare är 249.
Terrängen runt Collado de Contreras är platt. Runt Collado de Contreras är det glesbefolkat, med 13 invånare per kvadratkilometer. Närmaste större samhälle är Fontiveros, 5,5 km nordväst om Collado de Contreras. Trakten runt Collado de Contreras består till största delen av jordbruksmark.